# Panevropská vysoká škola
Panevropská vysoká škola (slovensky Paneurópska vysoká škola (PEVŠ), anglicky Paneuropean University (PEU)) je slovenská soukromá vysoká škola. Vznikla v Bratislavě 14. července 2004 na základě usnesení vlády Slovenské republiky č. 725/2004, kterým získala státní souhlas působit jako soukromá vysoká škola s názvem Bratislavská vysoká škola práva. Zakladatelem školy byl slovenský politik Ján Čarnogurský se dvěma ruskými podnikateli Alexandrem Somovem a Vasilijem Lipitskym. V roce 2010 změnila svůj název na současný. Na konci roku 2014 školu ovládl český podnikatel Miroslav Kurka, který se stal předsedou její správní rady. V roce 2015 slovenský ministr školství Juraj Draxler škole pozastavil akreditaci k udělování magisterského a bakalářského titulu v oboru práva. Škola se proti tomu odvolala a akreditaci v roce 2016 získala zpět. Současným rektorem je prof. JUDr. Ján Svák, CSc.
Škola poskytuje komplexní systém vzdělávání – bakalářské, magisterské i doktorské studium.

## Fakulty
Panevropská vysoká škola má 5 fakult:
- Fakulta práva
- Fakulta ekonomiky a podnikání
- Fakulta masmédií
- Fakulta informatiky
- Fakulta psychologie

Škola poskytuje také celoživotní vzdělávání na univerzitě třetího věku na fakultě práva a psychologie.

## Mezinárodní spolupráce
PEVŠ podporuje stálou výměnu vědomostí, myšlenek, informací, vědeckých pracovníků, pedagogů a studentů se světem. Od svého vzniku spolupracuje s prestižními zahraničními univerzitami a vědeckými institucemi. je členem 4 světových seskupení univerzit, má partnerství v rámci programu Erasmus+ a dalšími 40 univerzitami. Kromě domácích odborníků přednáší na fakultách vysoké procento zahraničních pedagogů zejména z České republiky, Rakouska, Ruska, USA a Hongkongu.

## Sídlo rektorátu a fakult
- Bratislava, Tomášikova 20 – rektorát, fakulta práva, fakulta psychologie
- Bratislava, Temaninská 10 – fakulta ekonomie a podnikání, fakulta masmédií, fakulta informatiky
- Bratislava, Nevädzová 5 – Mediální centrum

## Historie a vývoj
Panevropská vysoká škola byla založená v roce 2004 s původním názvem Bratislavská vysoká škola práva jako první soukromá vysoká škola na Slovensku s právnickým zaměřením. Od roku 2010 je její název Panevropská vysoká škola, podle konceptu paneuropanizmu, který v roce 1923 prezentoval Richard Mikuláš Coudenhove-Kalergi.
- Fakulta práva (r. 2004) má v porovnání s ostatními právnickými fakultami na Slovensku konkurenční výhodu v orientaci na mezinárodní a evropské právo, jejichž význam stále roste.[zdroj⁠?!]
- Fakulta ekonomie a podnikání (r. 2005)
- Fakulta masmédií (r. 2007) škola rozšířila vzdělávaní v odboru masmediálních studií. Praktické vyučování předmětu probíhá v Mediálním centru, které patří mezi nejlépe vybavené vysokoškolské centra pro audiovizuální, fotografickou a rozhlasovou tvorbu na Slovensku.[zdroj⁠?!]
- Fakulta informatiky (r. 2009) vznikla jako reakce na vývoj v oblasti informačních technologií. Je jedinou soukromou fakultou na Slovensku se zaměřením na aplikovanou informatiku a tímto spolupracuje s významnými společnostmi působící v oblasti IT.[zdroj⁠?!]
- Fakulta psychologie je nejmladší fakultou, která vznikla v roce 2011. Je první a jedinou samostatnou fakultou psychologie na Slovensku.[zdroj⁠?!] Studium se zaměřuje na pracovní školní, sociální a poradenskou psychologii.

## Studijní programy
Na 5 fakultách má PEVŠ 21 akreditovaných studijních programů ve všech 3 stupních vysokoškolského studia v denní a externí formě.
Fakulta práva
- Právo (Bc.)
- Právo (Mgr.)
- Teorie a dějiny státu a práva – Trestné právo – Mezinárodní právo (PhD.)

Fakulta ekonomie a podnikání
- Ekonomika a management podnikání (Bc.)
- Ekonomika a management mezinárodního podnikání (Ing.)
- Ekonomika a management mezinárodního podnikání (PhD.)

Fakulta masmédií
- Mediální komunikace – design médií (Bc.)
- Masmediální a marketingová komunikace – design médií (Mgr.)
- Masmediální studia (PhD.)

Fakulta informatiky
- Aplikovaná informatika (Bc.)
- Aplikovaná informatika (Mgr.)

Fakulta psychologie
- Psychologie (Bc.)
- Školní a pracovní psychologie (Mgr.)
- Školní psychologie (PhD.)

PEVŠ nabízí také mezioborové studium – možnost souběžného studia na více fakultách v několika studijních programech také v cizím jazyku, bilingvální a multilingvální přednášky.
Čtyři fakulty PEVŠ (kromě fakulty ekonomie a podnikání) mají oprávnění provádět rigorózní zkoušky a obhajoby rigorózních prací. Po jejich úspěšném absolvování příslušná fakulta PEVŠ disponuje právem udělovat akademický titul. Fakulta práva: doktor práv (JUDr.), Fakulta masmédií a Fakulta psychologie: doktor filozofie (PhDr.) a Fakulta informatiky: doktor přírodních věd (RNDr.). Škola disponuje moderním materiálním a technickým vybavením. 

## Mimoškolní činnost a ocenění
PEVŠ věnuje pozornost také mimoškolním aktivitám studentů. Na půdě školy aktivně působí Studentský klub a Univerzitní hokejový tým Paneuropa Kings. V roce 2013 škola otevřela ve svých prostorech stálou expozici významného slovenského fotografa K. Kallaya. V budově na Tomášikovej je instalovaná výstava výtvarného umění v Galérii Silencium. V akademickém roce 2014/2015 začalo vysílat školní rádio a od roku 2011 vydávají studenti vysokoškolský časopis Like.
Studenti a škola získali mnoho významných ocenění doma a  v zahraničí za své projekty.
- rok 2012 – studenti fakulty práva získali nejvyšší ocenění v mediaci a 3. místo v celkovém hodnocení v simulované obchodní arbitráži v City Univerzity of Hongkong
- rok 2012 – studenti fakulty práva získali Cenu Hospodářských novin v soutěži Studentská osobnost roku

- rok 2012 – studenti fakulty masmédií získávají 1. místo v kategorii Umění a šoubusiness a 3. místo v kategorii Sport v prestižní fotografické soutěži Slovak Press Photo

- rok 2013 – studenti fakulty práva získali nejvyšší ocenění v mediaci a 3. místo jako nejlepší řečníci v arbitráži na simulované obchodní arbitráži v City Univerzity of Hongkong

- rok 2013 – studenti fakulty informatiky zvítězili v soutěži Starfit s projektem bezpilotniho letadla
- rok 2013 – Studenti Ostravské pobočky zvítězili v 2. ročníku mezinárodní soutěže LawGames

- rok 2013 – 2. místo v celoslovenské soutěži Štúrovo pero v kategorii Vysokoškolské časopisy za časopis Like

- rok 2014 – 1. místo v celoslovenské soutěži Štúrovo pero v kategorii Vysokoškolské časopisy za časopis Like

- rok 2014 – studenti fakulty práva získali nejvyšší ocenění v soutěži Frankfurt Investment Arbitration Moot Court pro nejlepší tým střední a východní Evropy.
- rok 2015 – 1. místo v celoslovenské soutěži Štúrovo pero v kategorii Vysokoškolské časopisy za časopis Like

## Nemožnost uplatnění absolventů v advokacii v České republice
Česká advokátní komora zastává stanovisko, že absolventa právnické fakulty (nejen) této univerzity nelze bez dalšího zapsat do seznamu advokátních koncipientů, protože jde o zahraniční vysokou školu, byť působící na území České republiky. Podle advokátní komory jsou „právní řády ostatních států Evropské unie i států mimo Evropskou unii jsou v současné době již natolik odlišné od právního řádu České republiky, že jejich znalost bez dalšího nepostačuje k řádnému výkonu koncipientské praxe v ČR“. Nelze ovšem vyloučit, že si absolventi následně doplní své vzdělání studiem na českých právnických fakultách a bude je možné do daného seznamu zapsat. Každá žádost však má být posuzována individuálně.
Škola s postojem ČAK nesouhlasí. Vedení fakulty práva je přesvědčeno, že České advokátní komoře nebrání ani platná česká legislativa, ani evropská legislativa a judikatura v zapsání absolventů fakulty na pozice advokátních koncipientů a za tímto účelem podniká právní kroky ke sjednání nápravy. ČAK v minulosti zapisovala absolventy PEVŠ v ČR do seznamu advokátních koncipientů.
Stanovisko České advokátní komory o nemožnosti zapsat absolventa PEVŠ do seznamu advokátních koncipientů v ČR potvrdil také Obvodní soud pro Prahu 1, Městský soud v Praze i Nejvyšší soud.

## Spolupráce se zahraničními univerzitami
| Díky aktivní mezinárodní spolupráci (program Erasmus) PEVŠ umožňuje studentům studovat v zahraničí. Dnes má PEVŠ, a.s. partnery v těchto zemích: |                                                           |
| - Belgie - Česko - Dánsko - Francie - Itálie - Nizozemsko                                                                                        | - Německo - Velká Británie - Rakousko - Rusko - Španělsko |